# Idioma Mono-Alu
Mono o Alu es una lengua oceánica de las Islas Salomón, según se informó en 1999, es hablada por 660 personas en la Isla del Tesoro (Mono propiamente dicho), 2270 en la Isla Shortland (dialecto Alu) y 14 en la Isla Fauro.

## Fonológia
El Mono-Alu ha sido estudiado extensamente por Joel L. Fagan, investigador del Departamento de Lingüística de la Escuela de Investigación de Estudios del Pacífico de la Universidad Nacional de Australia. Su publicación, "Un análisis gramatical de Mono-Alu (Estrecho de Bougainville, Islas Salomón)" es una de las primeras y únicas traducciones y análisis del idioma Mono-Alu.
Fagan identificó que el idioma Mono-Alu tenía veintiocho fonemas. Están formados por nueve diptongos, cinco vocales y catorce consonantes que componen el alfabeto.

### Alfabeto Alu
1. El alfabeto Alu tiene 19 letras: A B D E F G H I K L M N O P R S T U V.
2. De estas letras, la D rara vez se usaba en lugar de la R por motivos de eufonía, pero ahora se usa en nuevas palabras extranjeras o nombres introducidos en el idioma. H generalmente (no siempre) es o puede ser reemplazada por F.

### Consonantes
|                 | Labiales | Coronales | Velares | Glotales |
| --------------- | -------- | --------- | ------- | -------- |
| Nasales         | m        | n         | ŋ       |          |
| Oclusivas       | p b      | t         | k g     | ʔ        |
| Fricativas      |          | s         |         | h        |
| vibrante simple |          | ɾ         |         |          |
| Aproximantes    | (w)      | l         | (j)     |          |

- /b/ también puede escucharse como fricativa [β, v] bajo ciertas condiciones.
- /ɡ/ se puede escuchar como [ɣ] en variación libre,
- /ɾ/ también se puede escuchar como [d] en variación libre dentro de la posición inicial de la palabra, o como [dɾ] cuando sigue a una nasal.

### Vocales
|              | anteriores | Centrales | posteriores |
| ------------ | ---------- | --------- | ----------- |
| Cerrada      | i          |           | u           |
| Media        | ɛ          |           | ɔ           |
| casi abierta |            | ɐ         |             |

- /u, i/ se escuchan como deslizamientos [w, j] dentro de ambientes vocales.[4][3]

## Numerales
El sistema numérico de Mono-Alu es muy similar al de otras lenguas austronesias. Por ejemplo, Mono-Alu comparte los números 'dos' (elua) y 'cinco' (lima) con el idioma polinesio hawaiano. En el idioma había un número para "cero", pero tenía el mismo uso que la palabra "nada". Fagan identificó números del uno al diez mil en Mono-Alu.
| Cardinales                 | Español    |
| -------------------------- | ---------- |
| Menna                      | Nada       |
| Kala (o elea)              | Uno        |
| Elua                       | Dos        |
| Episa                      | Tres       |
| Ehati                      | Cuatro     |
| Lima                       | Cinco      |
| Onomo                      | Seis       |
| Hitu                       | Siete      |
| Alu                        | Ocho       |
| Ulia                       | Nueve      |
| Lafulu                     | Diez       |
| Lafulu rohona elea         | Once       |
| Lafulu rohona elua         | Doce       |
| Lafulu rohona episa        | Trece      |
| Lafulu rohona efati        | Catorce    |
| Lafulu rohona lima         | Quince     |
| Lafulu rohona onomo        | Dieciséis  |
| Lafulu rohona hitu         | Diecisiete |
| Lafulu rohona alu          | Dieciocho  |
| Lafulu rohona ulia         | Diecinueve |
| Elua lafulu (o Tanaoge)    | Veinte     |
| Episa lafulu (o Pisafulu)  | Treinta    |
| Efati lafulu (o Fatiafulu) | Cuarenta   |
| Lima lafulu (o limafulu)   | Cincuenta  |
| Onomo lafulu               | Sesenta    |
| Fitu lafulu                | Setenta    |
| Alu lafulu                 | Ochenta    |
| Ulia lafulu (o Siafulu)    | Noventa    |
| Ea latuu                   | Cien       |
| Elua latuu                 | Docientos  |
| Ea kokolei                 | Mil        |
| Elua kokolei               | Dos mil    |
| Lafulu kokolei             | Diez mil   |

Mono-Alu también utilizó números ordinales. Sin embargo, sólo 'primero' (famma) es una palabra real, mientras que todos los demás números sucesivos son una construcción gramatical.
| Ordinal         | Español |
| --------------- | ------- |
| famma           | Primero |
| Fa-elua-naang   | Segundo |
| Fa-epis-naana   | Tercero |
| Fa-ehati-naana  | Cuarto  |
| Fa-lima-naana   | Quito   |
| Fa-onomo-naana  | sexto   |
| Fa-hitu-naana   | séptimo |
| Fa-alu-naana    | Octavo  |
| Fa-ulia-naana   | Noveno  |
| Fa-lafulu-naana | Décimo  |

## Gramática
Mono-Alu, Como muchas otras lenguas austronesias, utiliza dos pronombres separados para la primera persona del plural. Uno es inclusivo, incluye al oyente, y el otro es exclusivo, no incluye al oyente. Tampoco hay pronombres en tercera persona disponibles en el idioma. Fagan tradujo pronombres y sus posesivos.
|             |          |           | Pronombres | Objeto    | Sufijo     | Otros       |
| ----------- | -------- | --------- | ---------- | --------- | ---------- | ----------- |
| 1ra persona | singular | singular  | mafa       | -afa      | -gu        | sagu        |
| 1ra persona | plural   | exclusivo | mani       | -ami      | -mang, -ma | samang/sama |
| 1ra persona | plural   | inclusivo | maita      | -ita      | -ra        | sara        |
| 2nd persona | singular | singular  | maito      | -o        | -ng        | sang        |
| 2nd persona | plural   | plural    | maang      | -ang      | -mia       | samia       |
| 3rd persona | singular | singular  | ---        | -i, -ng   | -na        | sana        |
| 3rd persona | plural   | plural    | ---        | -ri, -iri | -ria       | saria       |

Mono-Alu es muy específico con respecto a los adverbios y otros afijos verbales. Los verbos se pueden modificar con un prefijo, un infijo y un sufijo.
| Prefijos |                                                                    | Infijos |                                                             | Sufijos |                                   |
| -------- | ------------------------------------------------------------------ | ------- | ----------------------------------------------------------- | ------- | --------------------------------- |
| ang      | prefijo relativo, formas alternativas an, ai, a'nta                | fa      | infijo que denota finalización                              | ai      | ahí, lejos                        |
| fa       | prefijo causativo, fa se convierte f antes a, forma alternativa ha | fang    | unos y otros (infijo recíproco), forma alternativa fan      | ma      | aquí, allá, forma alternativa ama |
| ta       | infijo o prefijo que muestra acción o estado.                      | fero    | a otro lugar                                                |         |                                   |
|          |                                                                    | isa     | juntos, al mismo tiempo, se alternan sa                     |         |                                   |
|          |                                                                    | male    | de nuevo (también ocurre independientemente)                |         |                                   |
|          |                                                                    | mea     | hace un plural                                              |         |                                   |
|          |                                                                    | meka    | hasta cansado, durante mucho tiempo, forma alternativa meko |         |                                   |

| a  | lugar donde o dónde, la forma alternativa ang ocurre después a               |
| ng | añadido al primero de dos nombres da el significado 'y', forma alternativa m |
| ua | denota adición, 'y', 'con'                                                   |

| -a    | 'of', especialmente antes -ang, Formas alternativas an, ang, aan |
| afa-  | 'Que?' |
| -ata  | A menudo se encuentra después de verbos y otras palabras, formas alternativas. eta, ita, ota, uta |
| ga    | partícula, más a menudo después de la primera palabra de una oración, intraducible; 'entonces, por lo tanto' al comienzo de una oración, también se usa con formas de pronombres para enfatizarlas: gafa, gami, gai, gaina, gang, etc. |
| -nana | equivalente a cópula, forma alternativa nina |
| -titi | Fortalece la idea de repetición o duración. |

La gramática Mono-Alu también sigue reglas de género

### Sustantivos

#### Género de sustantivos
Hay dos formas de indicar diferencias de género:
- por diferentes palabras: - por ejemplo
  - Tiong 'hombre' – Betafa 'mujer'
  - Fanua 'hombres' – Talaiva 'mujeres'
  - Lalaafa 'jefe' - Mamaefa 'jefa'
  - Tua-na 'su abuelo' – Tete-na 'su abuela'
  - Kanega 'anciano' (marido) - Magota 'anciana' (esposa)
- usando una palabra indicativo de sexo: – p.ej.
  - Kui manuale 'bebé' (masculino) –  Kui batafa 'bebé' (femenino)
  - Boo sule 'jabalí' - Boo tuaru 'cerda' (sule y tuaru se usan solo para animales)

En otros casos, no existe distinción entre masculino, femenino y neutro.
Se han descubierto algunas excepciones dentro de las reglas del Mono-Alu.
Dos adverbios de lugar, en lugar de escribirse con doble consonante, se escriben con una sólo acentuada.
- p.ej.  Nai (en lugar de NNai) – 'aquí'
- 'Nao (en lugar de NNao) – 'allí'

En lugar de la aspirada h, se puede utilizar la letra f:
1. en verbos precedidos por el causativo ha (o fa)
  - p.ej.  fasoku (o hasoku) – 'deja venir'
2. en verbos precedidos por el prefijo han (o fan) que significa reciprocidad o dualidad
  - p.ej.  fanua (o hanua) - 'mon
  - mafa (o maha) - 'Yo, no' [3]

No existe una palabra para 'el' en el idioma.

#### Artículos
No hay ningún artículo definido en Alu.
No existe un artículo indefinido como 'a, an';  se reemplaza por el número indefinido elea ('uno').